# Сингаївський Сергій Петрович
Сергій Петрович Сингаївський (нар. 27 травня 1957 р., Київ) — письменник, перекладач з англійської та на англійську мову.

## Біографія
Сергій Сингаївський народився 1957 року в м. Київ. 1979 р. закінчив Київський Державний університет імені Т. Шевченка. У 1984—1987 рр. служив військовим перекладачем транспортного загону в Ефіопії, де став свідком небувалого голоду внаслідок «соціалістичних перетворень» і війни режиму проти борців за незалежність Еритреї.

## Сім'я
Батько Сергія Сингаївського — український поет, прозаїк, перекладач Петро Федорович Сингаївський з села Шатрище Житомирської області, брат Миколи Федоровича Сингаївського, так само українського поета, автора пісні «Чорнобривці». Мати, Ганна, працювала редакторкою у видавництві «Дніпро». Сергій Сингаївський розлучений. Його син — архітектор за фахом.

## Цитати
- …на початку 1980-х довідався про роль українця Феофана Прокоповича, сподвижника Петра І. Той підказав цареві, як збудувати імперію, до якої входила б і Україна. Тоді я відчув якусь дитинячу гордість. Мовляв, це ж наша людина, а чого досягла! То була психологія підлеглого. Тільки зараз починаємо розуміти, що ми не лише жертва. Позиція жертви вкрай небезпечна насамперед для неї самої. … без нас — невідомо, чи існувала б Російська імперія. Тисячі українців своїм розумом, інтелектом, умінням зробили це можливим. Я про це не думав 1985 року, як і герой мого роману. Аж доки йому не спадає на думку, що голод в Ефіопії — штучний, що це — політична й етнічна зброя.[3]
- Невільна людина шукає не рівного собі, а ще невільнішого за себе.[4]

## Перекладацька діяльність
Сергій Сингаївський перекладав з англійської та на англійську мову художню прозу («Вершники» Ю. Яновського, «Посол Урус-Шайтана» В. Малика, «Причини і наслідки» Ю. Щербака) та монографії з українського мистецтва («Українські митці в Парижі. 1900—1939» В. Сусак).

## Романи
- Дорога на Асмару (2016)[1][5]